# Mistrzostwa Świata w Narciarstwie Alpejskim 1933
3. Mistrzostwa Świata w Narciarstwie Alpejskim odbywały się w dniach 6 – 10 lutego 1933 w austriackim Innsbrucku. Były to pierwsze w historii zawody tego cyklu rozgrywane w Austrii. Rozgrywano trzy konkurencje zjazd, slalom i kombinację, zarówno kobiet jak i mężczyzn. W klasyfikacji medalowej zwyciężyła reprezentacja gospodarzy, która zdobyła 9 medali, w tym 5 złotych, 2 srebrne i 2 brązowe.

## Wyniki

### Mężczyźni
| Konkurencja          | Data       | Złoto         | Wynik  | Srebro            | Wynik  | Brąz         | Wynik  |
| Zjazd szczegóły      | 8 lutego   | Walter Prager | 5:07,0 | David Zogg        | 5:08,2 | Hans Hauser  | 5:09,0 |
| Slalom szczegóły     | 9 lutego   | Anton Seelos  | 2:29,9 | Gustav Lantschner | 2:39,8 | Fritz Steuri | 2:40,7 |
| Kombinacja szczegóły | 8-9 lutego | Anton Seelos  | 96,150 | Willi Steuri      | 95,580 | Otto Furrer  | 95,015 |

### Kobiety
| Konkurencja          | Data        | Złoto                  | Wynik   | Srebro               | Wynik  | Brąz             | Wynik  |
| Zjazd szczegóły      | 8 lutego    | Inge Wersin-Lantschner | 6:49,4  | Nini Zogg            | 7:10,0 | Gerda Paumgarten | 7:36,2 |
| Slalom szczegóły     | 10 lutego   | Inge Wersin-Lantschner | 2:10,4  | Helen Boughton-Leigh | 2:18,1 | Helen Zingg      | 2:23,6 |
| Kombinacja szczegóły | 8-10 lutego | Inge Wersin-Lantschner | 100,000 | Gerda Paumgarten     | 88,965 | Jeanette Kessler | 88,690 |

## Klasyfikacja medalowa
| #  | Reprezentacja   | Złoto | Srebro | Brąz | Razem |
| -- | --------------- | ----- | ------ | ---- | ----- |
| 1. | Austria         | 5     | 2      | 2    | 9     |
| 2. | Szwajcaria      | 1     | 3      | 3    | 7     |
| 3. | Wielka Brytania | 0     | 1      | 1    | 2     |